# Duna (film, 2021)
Duna (v anglickém originále Dune) je americký sci-fi film z roku 2021 režiséra Denise Villeneuva. Scénář podle stejnojmenného románu z roku 1965 napsali sám režisér, Jon Spaihts a Eric Roth. Jedná se o první z plánované dvoudílné adaptace tohoto románu, primárně pokrývající první polovinu knihy.
Uvedení Duny bylo původně naplánováno na konec roku 2020, ale bylo zpožděno pandemií covidu-19. Film měl premiéru následující rok na 78. mezinárodním filmovém festivalu v Benátkách 3. září 2021, před jeho mezinárodní premiérou 15. září 2021.

## Obsazení
| Timothée Chalamet          | Paul Atreides            |
| Rebecca Fergusonová        | Lady Jessica Atreides    |
| Oscar Isaac                | vévoda Leto Atreides     |
| Jason Momoa                | Duncan Idaho             |
| Stellan Skarsgård          | baron Vladimir Harkonnen |
| Stephen McKinley Henderson | Thufir Hawat             |
| Josh Brolin                | Gurney Halleck           |
| Javier Bardem              | Stilgar                  |
| Sharon Duncan-Brewster     | Dr. Liet Kynesová        |
| Chang Chen                 | Dr. Wellington Yueh      |
| Dave Bautista              | Glossu Rabban            |
| David Dastmalchian         | Piter De Vries           |
| Zendaya                    | Chani                    |
| Charlotte Rampling         | Gaius Helena Mohiamová   |
| Babs Olusanmokun           | Jamis                    |
| Benjamin Clementine        | Posel změny              |
| Souad Faress               | sestra Bene Gesseritu    |
| Golda Rosheuvel            | Šedout Mapes             |
| Roger Yuan                 | poručík Lanville         |

## Pokračování
Firma Warner Bros. v prosinci 2020 rozhodla kvůli pandemii covidu-19 o uvádění filmů zároveň v kinech i na streamovací platformě HBO Max. Režisér Denis Villeneuve řekl, že společné uvedení filmu na obou platformách způsobilo horší finanční výsledky, což mohlo vést ke zrušení plánovaného pokračování. Proto byla jedním z klíčových bodů vyjednávání o druhém dílu 45denní lhůta pro výhradní promítání nejprve v kinech a až poté na streamovací platformě. Dne 26. října 2021 firmy Warner Bros. a Legendary Pictures odsouhlasily natáčení dalšího dílu s plánovaným uvedením do kin v říjnu 2023. Premiéra byla po začátku stávek herců a dalších filmových pracovníků v Hollywoodu odložena ze začátku listopadu 2023 na 14./15. března 2024.